# Glyptoscelis peperi
Glyptoscelis peperi är en skalbaggsart som beskrevs av Blake 1967. Glyptoscelis peperi ingår i släktet Glyptoscelis och familjen bladbaggar. Inga underarter finns listade i Catalogue of Life.